# Синден, Брэдли
Брэдли Синден (англ. Bradly Sinden; род. 29 сентября 1998, Донкастер, Йоркшир и Хамбер) — британский тхэквондист, член сборной Великобритании. Серебряный призёр Летних Олимпийских играх 2020. Двукратный чемпион мира, чемпион Европы. 

## Карьера
В 2017 году Брэдли Синден выиграл серебряную медаль в весовой категории до 68 кг на чемпионате мира в Южной Корее. В 2019 году в Манчестере он стал чемпионом мира. 
На Летних Олимпийских играх 2020 выступал в весовой категории до 68 кг. Завоевал первую для себя медаль, серебряную, на Олимпийских играх по тхэквондо.
В 2022 году на чемпионате Европы по тхэквондо стал чемпионом в весовой категории до 68 кг. 
В 2023 году на чемпионате мира, который состоялся в Баку, в категории до 68 кг, Брэдли стал двукратным чемпионом мира. В финальной схватке он одолел спортсмена из Южной Кореи Джин Хо Джун. 